# ラ・リベルタ県 (エルサルバドル)
ラ・リベルタ県(ラ・リベルタけん、スペイン語：Departamento de La Libertad)は、エルサルバドル南西部の県。
県都はサンタ・テクラ。
2016年の人口は79万4359人で、全国の12.2%を占め、14県中2位。
面積は1652.9km2で、全国の7.9%を占め、14県中6位。
人口密度は480.6人/km2。

## 人口
- 1992年9月27日：51万3866人
- 2007年6月30日：71万1196人
- 2012年6月30日：75万5305人
- 2016年6月30日：79万4359人

## 隣接県
- 北：チャラテナンゴ県
- 東：サン・サルバドル県
- 南東：ラ・パス県
- 南：太平洋
- 西：ソンソナーテ県
- 北西：サンタ・アナ県

## 歴史
1865年1月28日、ラ・リベルタ県がゴムの取れるウリマン平野に設置された。
県都は新サン・サルバドル市に置かれた。
2003年12月22日、新サン・サルバドル市からサンタ・テクラ市に改名された。

## 経済

### 農業
- 穀物
- バルサム
- 砂糖黍
- 珈琲
- 牧草
- カカオ
- 果物

### 工業
- 繊維
- 蝋燭
- 石鹸
- 家具
- 衣服
- 履物
- 酒

## 主要都市
人口は2016年6月30日の値。
1. サンタ・テクラ：13万8130人(県都)
2. コロン：13万5981人
3. オピコ：8万7238人
4. アルセー市（英語版）：7万2961人
5. ケサルテペケ（英語版）：5万7850人
6. アンティグオ・クスカトラン（英語版）：4万4170人
7. ラ・リベルタード（英語版）：4万681人
8. サラゴサ（英語版）：3万2656人
9. サン・パブロ・タカチコ（英語版）：2万1956人
10. サン・ホセ・ビジャヌエバ（英語版）：1万8436人
11. ウイスカル（英語版）：1万6800人
12. テペコヨ（英語版）：1万5860人
13. タマニケ（英語版）：1万5723人
14. サカコヨ（英語版）：1万5311人
15. テオテペケ（英語版）：1万2933人
16. コーマサグア（英語版）：1万2296人
17. ハヤケ（英語版）：1万1728人
18. チルティウパン（英語版）：1万1716人

## 名物料理
- シュリンプ・カクテル（英語版）
- セビチェ
- 生牡蠣
- 蝸牛

## 観光地

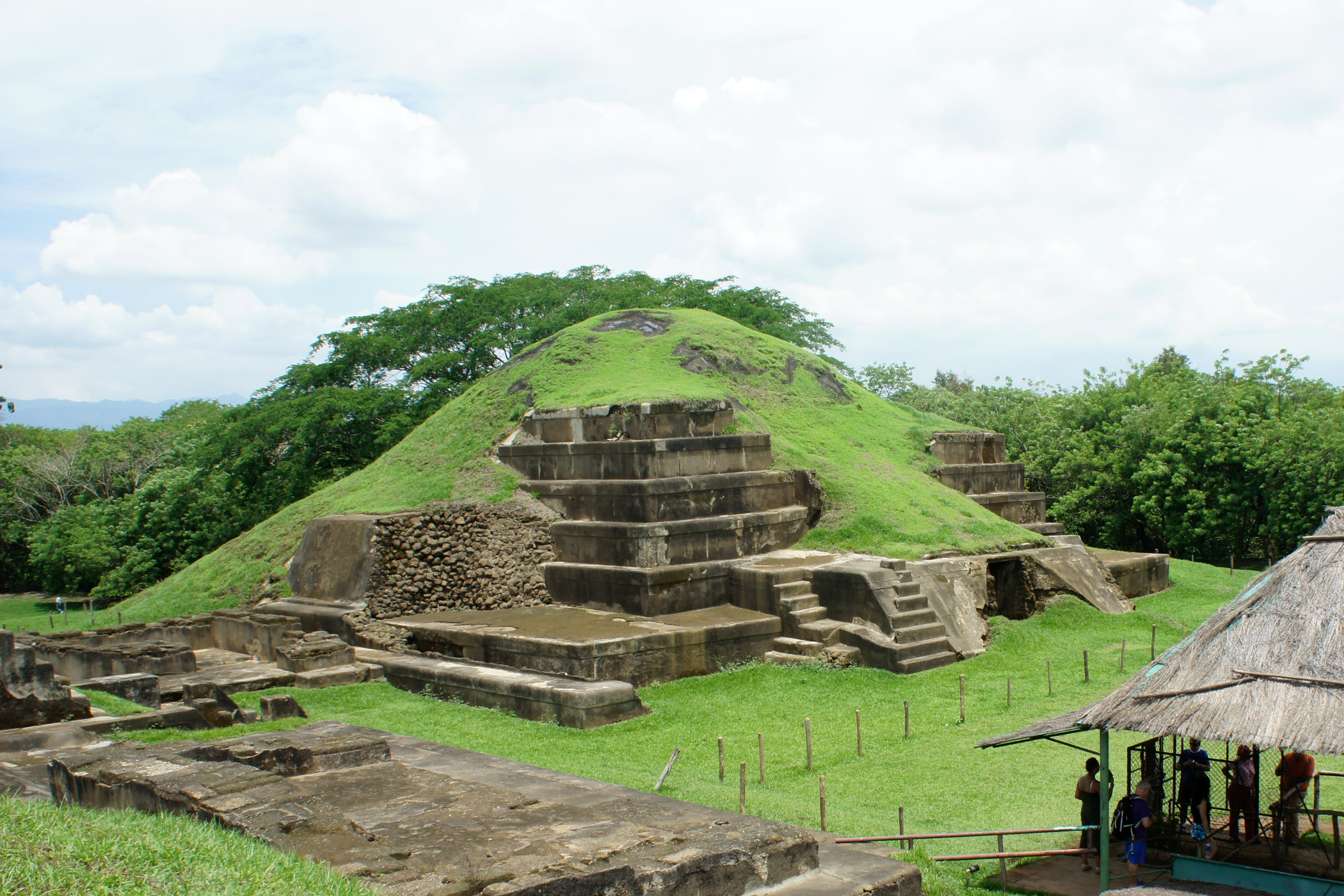
サン・アンドレアス遺跡の中心のピラミッド

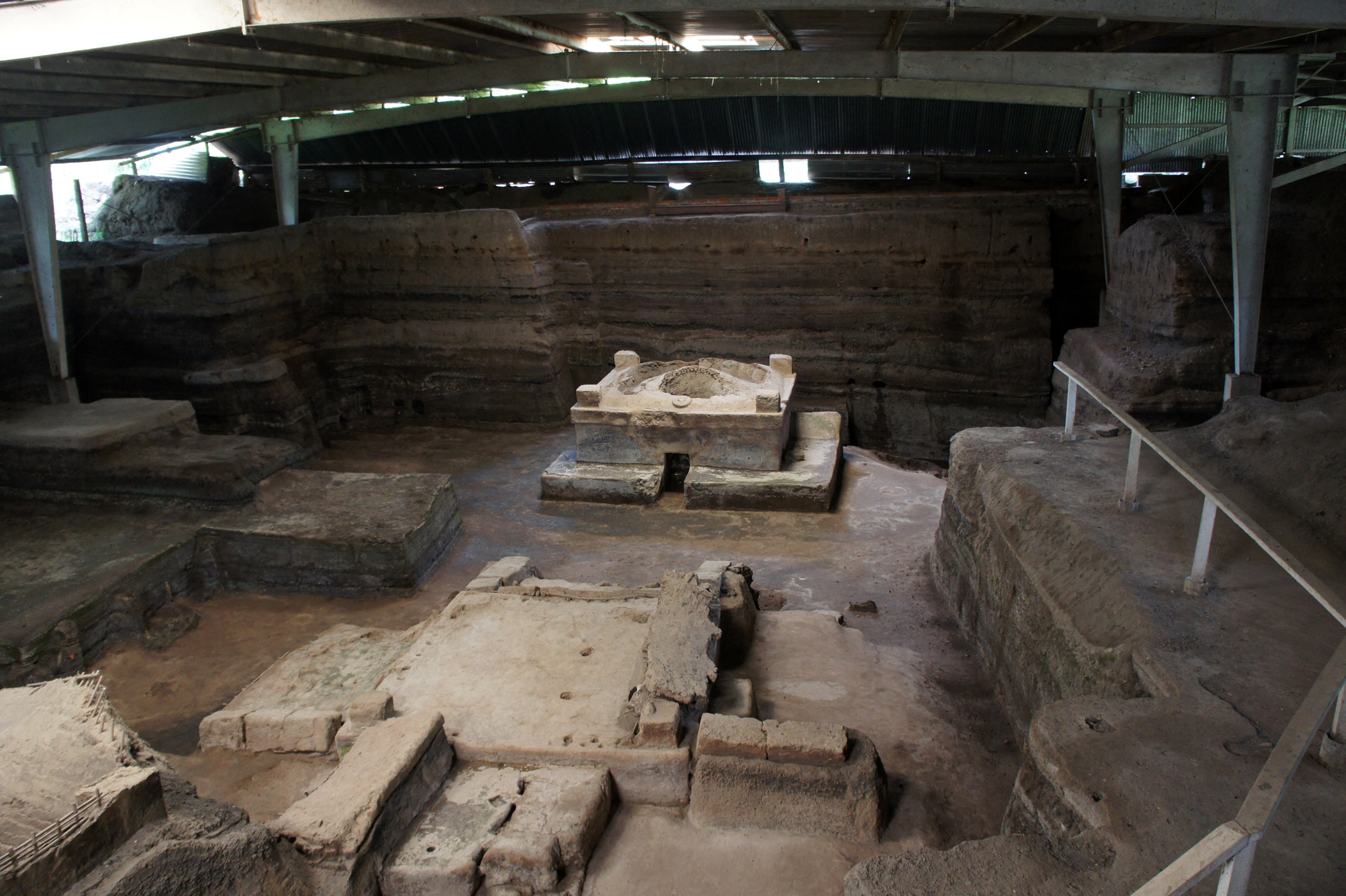
ホヤ・デ・セレン遺跡

- サン・アンドレアス遺跡：先コロンブス期の遺跡。
- ホヤ・デ・セレン遺跡：エルサルバドル唯一の世界遺産。先コロンブス期の590年頃のマヤ文明の村が、火山灰に埋もれてそのまま保存されている。